# سیریل ماره
سیریل ماره (فرانسوی: Cyrille Maret‎؛ زادهٔ ۱۱ اوت ۱۹۸۷) جودوکار اهل فرانسه است.
وی در مسابقات کشوری و بین‌المللی در مجموع برندهٔ ۲ مدال طلا، ۵ مدال نقره، ۹ مدال برنز شده‌است.